# Altona-Kieler Eisenbahn-Gesellschaft
Altona-Kieler Eisenbahn-Gesellschaft blev stiftet i december 1840 og fik 28. juni 1842 koncession på at bygge og drive en jernbane mellem Altona og Kiel. Banen blev indviet den 18. september 1844 og blev dermed det Danske Monarkis første jernbane (Christian VIII. Østersø Jernbane).